# Samuel Canning
Samuel Canning, född 1823, död den 24 september 1908, var en engelsk ingenjör.
Canning, som blev civilingenjör 1844, var namnkunnig genom banbrytande verksamhet som ledare av de första större företagen för nedläggning av undervattenstelegrafkablar, särskilt som överingenjör och chef för atlantiska kabelexpeditionerna 1865-66, då han lyckades upprätta telegrafförbindelsen mellan England och Amerika. Han blev knight 1866.